# روبيرتينا ميتشفسكا
روبيرتينا ميتشفسكا مواليد 16 نوفمبر 1984 في ستروغا، جمهورية مقدونيا، هي لاعبة كرة يد مقدونية. مثلت منتخب مقدونيا لكرة اليد للسيدات.

## سجل المنافسة
شاركت في البطولات التالية:
- بطولة أوروبا لكرة اليد للسيدات 2012